# Alfredo Casella
Alfredo Casella (Torino, 25 luglio 1883 – Roma, 5 marzo 1947) è stato un compositore, pianista, direttore d'orchestra, musicologo, didatta e revisore italiano.

## Biografia

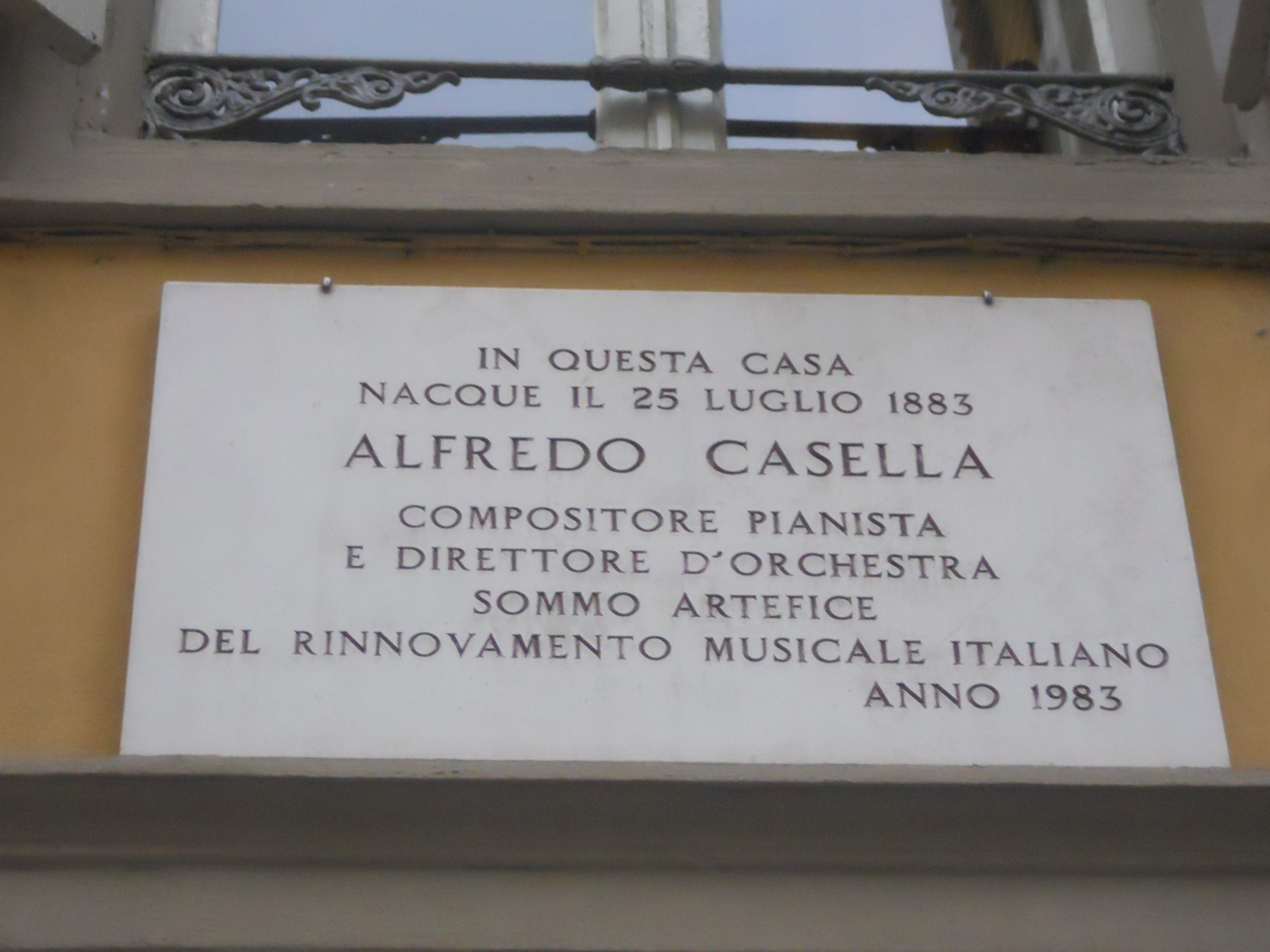
La targa che ricorda la nascita di Alfredo Casella, in via Cavour a Torino

### Gli anni della formazione (Torino, Parigi)
Studia il pianoforte sin da piccolo sotto la guida dei genitori e in particolare della madre, Maria Bodino, buona pianista dilettante. A tredici anni è al conservatorio di Parigi, dove prosegue lo studio del pianoforte con Louis Diémer e composizione con Gabriel Fauré, coadiuvato dal più eclettico e accademico Maurice Ravel; entrato ben presto in forte polemica con quest'ultimo
, ne uscirà dopo due anni e proseguirà la sua formazione interamente da autodidatta, tanto che egli stesso come tale sempre si considerò.
Casella nutriva una grande ammirazione per Debussy, stimato particolarmente dallo stesso, dopo aver ascoltato il Prélude à l'après-midi d'un faune nel 1898, nonostante all'epoca, a Parigi, il compositore destasse vivo scandalo. In questo periodo continua a scrivere in vena romantica, invece di adottare l'impressionismo nel suo stile. La sua prima sinfonia, del 1906, prende ispirazione dal tardo-romanticismo di Richard Strauss e Gustav Mahler; con essa esordì come direttore d'orchestra nel 1908 a Monte Carlo.

### Il ritorno in Italia

#### L'attività di organizzatore musicale e animatore culturale
Ritorna in Italia durante la prima guerra mondiale e insegna pianoforte presso il Conservatorio Santa Cecilia a Roma. Nel 1917 fonda una "Società Nazionale di Musica", allo scopo di promuovere la conoscenza della musica contemporanea, società che nel 1923 viene ribattezzata con il nome di "Società Italiana di Musica Contemporanea" SIMC, così come è conosciuta oggi.
Diviene uno dei più conosciuti pianisti della sua generazione e nel 1930, con Arturo Bonucci (violoncello) e Alberto Poltronieri (violino), fonda il "Trio Italiano", ottenendo una grandissima notorietà in tutto il mondo.
Scrive anche molte liriche, libretti per opere, canzoni e musica da camera. Da alcuni brani poetici dell'opera di Rabindranath Tagore, che nel 1913 aveva valso all'autore il Premio Nobel per la letteratura, il compositore torinese crea nel 1915 le liriche che chiama L'adieu à la vie.
Nel 1923, insieme con Gabriele D'Annunzio e il veneziano Gian Francesco Malipiero, fonda un'associazione per la diffusione della musica moderna italiana, la Corporazione delle Nuove Musiche.
Nel 1926 l'editore modenese Angelo Fortunato Formiggini dà alle stampe la monografia di Casella su Igor' Fëdorovič Stravinskij, intitolata Strawinski (secondo la dizione polacca). Era questo il primo libro pubblicato sul compositore russo: un breve ritratto contenuto nella collana "Medaglie" che includeva profili biografici di artisti e personaggi pubblici. Il fine del testo era quello di divulgare l'opera di un compositore ancora poco noto in Italia; uscì in una nuova veste editoriale e molto ampliato nel 1946. Riappare, infine, per i tipi di Castelvecchi nel 2016, in una nuova edizione critica.

Alfredo Casella

La generazione dell'80 (Alfano, Casella, Malipiero, Pizzetti, Respighi) segna un passaggio importante, che influenzerà anche il periodo successivo, con importanti interazioni anche nel campo della letteratura e della pittura. Di quest'ultima arte, Casella è un appassionato collezionista.
Nel 1933 fonda a Napoli  "l'Accademia Musicale Napoletana", con l'intento di valorizzare caratteristiche e significati della cultura musicale, soprattutto italiana.
Amava molto la musica di Antonio Vivaldi, tanto che nel 1939 dedicò la prima Settimana Musicale Senese dell’Accademia Chigiana in settembre al musicista veneziano: la riscoperta del grande genio barocco si deve quindi anche alla sua sensibilità e alla sua intuizione. L’anno dopo la rassegna venne dedicata ad Alessandro e Domenico Scarlatti, due tra i massimi compositori del primo Settecento europeo. Negli anni successivi l’evento avrà come obiettivi da un lato la riscoperta del patrimonio strumentale italiano del Seicento e Settecento e dall’altro una costante attenzione alla valorizzazione del repertorio contemporaneo.

#### L'attività di didatta e revisore
Oltre che compositore, Casella è noto principalmente per essere stato uno dei più importanti didatti del 1900, avendo questo curato la maggior parte dell'opera omnia pianistica classica, collaborando con la Casa Curci e la Casa Ricordi. Per la prima, ha curato, nell'ultima parte della sua vita, la mirabile revisione tecnico critica delle più importanti opere di J. S. Bach, tra cui Il clavicembalo ben temperato, le Suite inglesi e Suite francesi, il Concerto Italiano, la Fantasia Cromatica e Fuga, i 23 Pezzi Facili (tratti da più opere e da lui assemblati) e le Invenzioni a 2 e 3 Voci, mentre di Fryderyk Chopin ha curato la revisione delle 4 Ballate e Fantasia, degli Improvvisi, dei Notturni, dei  Valzer, dei Preludi, e degli Studi. Per Ricordi, invece, ha revisionato degnamente le 32 Sonate per Pianoforte di L. V. Beethoven, uno dei suoi compositori preferiti, e le 18 Sonate di Mozart.
Le Caselliane prima citate, sono guidate dalla sua immensa cultura storico-sociale, "di mezzo secolo", come direbbe lo Stesso e da criteri assolutamente didattici ed estetici, in modo da garantire all'allievo la massima efficienza nello studio dei Capolavori da lui revisionati.   
Ha inoltre scritto un importante saggio sul pianoforte, il suo strumento, del quale analizza aspetti storici, tecnici e interpretativi (Il pianoforte, 1936), e ha scritto un'autobiografia, I segreti della giara, molto utile per approfondire i rapporti - non sempre facili - tra i musicisti e i vari ambienti culturali d'inizio Novecento. Con Virgilio Mortari ha scritto il notevole trattato La tecnica dell'orchestra contemporanea, ma è scomparso prima di vederlo pubblicato.
Tra i suoi allievi, Domenico De' Paoli, Mario Peragallo, Camillo Togni, Lya De Barberiis, Martha Del Vecchio, Vera Gobbi Belcredi e Vincenzo Mannino. 
Inoltre tra il 1926 e il 1929 accolse come studente privato a Roma un giovanissimo Nino Rota, accompagnandolo fino al conseguimento del diploma in pianoforte presso l'Accademia di Santa Cecilia. 

#### L'attività di compositore: l'itinerario stilistico
Alfredo Casella fu un importante collegamento tra quello che fu la musica tonale del 1800 e la musica sperimentale del 1900.
L'opera sinfonica "Italia" (op.11) fu, nel 1979, diretta dal direttore d'Orchestra Sergiu Celibidache, riscuotendo un certo successo anche all'estero. 
Tra le opere preferite dal maestro nell'ambito della sua produzione pianistica, diremmo che oltre alla vecchia Toccata in Do# Minore (Op.6), i suoi lavori che ritiene più importanti sono i 2 Ricercari sul Nome BACH (Op.52) e soprattutto Sinfonia, Arioso e Toccata (Op. 59).
È sepolto presso il cimitero del Verano di Roma. Sue nipoti sono l'attrice Daria Nicolodi e la musicologa Fiamma Nicolodi, sua bisnipote è Asia Argento.

## Opere

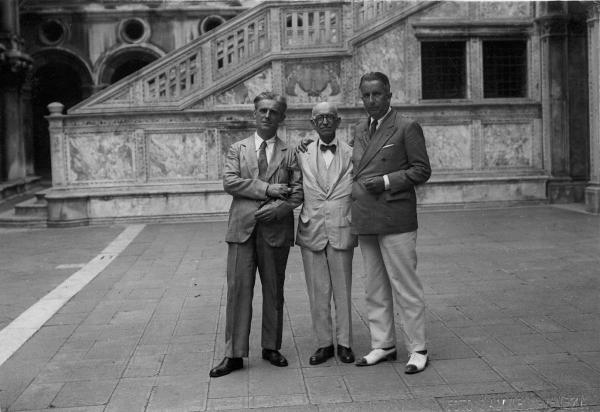
Alfredo Casella, Manuel de Falla e Gian Francesco Malipiero
a Venezia nel settembre 1934

Il catalogo più completo pubblicato sulle opere di Casella è quello di D'Amico e Gatti nel volume Alfredo Casella.

### Opere liriche e per la scena
- Le Couvent sur l'eau (Il Convento Veneziano), commedia coreografica (balletto) in due atti (soggetto di J.-L. Vaudoyer), op.18 (1912-1913) (messo in scena al Teatro alla Scala di Milano nel 1925)
- La Giara, commedia coreografica in un atto (soggetto dalla novella omonima di L. Pirandello), op. 41 (1924), costumi di Gigi Chessa
- La donna serpente, opera-fiaba in tre atti e un prologo (c.v V. Lodovici, dall’omonima fiaba di Carlo Gozzi) op.50 (1928-1931). La prima rappresentazione al Teatro dell'Opera di Roma, 17 marzo 1932, diretta dal compositore stesso, per la regia di Giovacchino Forzano, con Antonio Melandri ed Alessio De Paolis.
- La favola d'Orfeo, opera da camera in un atto (A. Poliziano, riduzione di C. Pavolini), op.51 (1932). Rappresentata la prima volta al Teatro stabile del Veneto Carlo Goldoni di Venezia con De Paolis, Ernesto Badini e Saturnino.
- Il deserto tentato, mistero in un atto (C. Pavolini), op.60 (1937). Prima al Teatro Comunale di Firenze con Gabriella Gatti.
- La camera dei disegni (alias Balletto per Fulvia), balletto infantile in un atto per orchestra da camera (soggetto di A.M. Milloss), op. 64  (1940)
- La rosa del sogno, balletto in un atto su musiche di Niccolò Paganini (soggetto di A.M. Milloss), op. 66 (1943)

### Musica sinfonica
- Sinfonia in si minore, per grande orchestra, op. 5: Lento, grave - Adagio, quasi andante - Lento molto - Finale (allegro vivo, energico) (1905-6)
- Italia, rapsodia per grande orchestra, op.11 (1909)
- Seconda sinfonia in do minore, a grande orchestra, op.12: Lento, grave, solenne - Allegro molto vivace - Adagio, quasi andante - Finale (tempo di marcia ben risoluto, con fuoco) (1908-9)
- Suite in do maggiore, per orchestra, op. 13: Ouverture - Sarabanda - Bourrée (1909-10)
- Frammenti sinfonici da Le Couvent sur l'eau, op.19: Marche de fête (atto II) - Ronde d’enfants (atto I) - Barcarolle; Sarabande (atto II) - Pas des vieilles dames (atto I) - Nocturne; Danse (atto I)  (1912-1913)
- Elegia eroica, per grande orchestra op.29 (1916)
- Pagine di guerra, quattro film musicali per orchestra op.25bis (trascrizione dell’op. 25, 1915, con lievi modifiche e con l'aggiunta, come quinto pezzo, del brano Nell'Adriatico: Corazzate italiane in crociera) (1918)
- Pupazzetti, cinque musiche per marionette, per orchestra, op. 27 bis (nuova trascrizione dell’op. 27, 1915; accoglie integralmente l’aggiunta apportata nell’op. 27 ter) (1918)
- Concerto per quartetto d'archi e orchestra, op.40: Sinfonia Siciliana - Minuetto, recitativo e aria - Canzone (1923-1924)
- Partita, per pianoforte e orchestra, op.42:  Sinfonia - Passacaglia - Burlesca (1924-1925)
- Concerto romano, per organo, timpani, ottoni e archi op.43: Sinfonia - Largo - Cadenza e toccata (1926)
- Scarlattiana, divertimento su musiche di Domenico Scarlatti, per pianoforte e trentadue strumenti, op. 44: Sinfonia - Minuetto - Capriccio - Pastorale - Finale (1926)
- Serenata per piccola orchestra, op. 46bis (trascrizione dell'op. 46) (1930)
- Concerto in la minore, per violino e orchestra, op.48: Primo tempo - Adagio - Rondò (Mosca, 1928)
- Marcia rustica, op.49 (1929)
- Introduzione, aria e toccata, per orchestra, op.55 (Roma, 1933)
- Triplo concerto, per pianoforte, violino, violoncello e orchestra, op.56: Largo, ampio, solenne; Allegro molto vivace - Adagio - Rondò (Berlino, 1933)
- Introduzione, corale e marcia, per ottoni e percussioni, op.57 (1931-35)
- Concerto, per violoncello e orchestra, op.58: Allegro molto vivace - Largo, grave - Presto vivacissimo (1934-1935; Roma,1936)
- Concerto, per orchestra, op.61: Sinfonia - Passacaglia - Inno (Amsterdam, 1937)
- Terza sinfonia, op.63: Allegro mosso - Andante molto moderato, quasi adagio - Scherzo - Rondò finale. (1939-1940, Chicago)
- Paganiniana, divertimento per orchestra su musiche di Niccolò Paganini, op. 65: Allegro agitato - Polacchetta (allegro moderato) - Romanza (larghetto cantabile, amoroso) - Tarantella (presto molto) (1942)
- Concerto, per pianoforte, archi, timpani e batteria, op.69: Allegro alquanto pesante - Sarabanda (grave, ampio) - Finale (allegro molto vivace) (1943)

### Pagine pianistiche
- Pavane, op.1 (1902)
- Variations sur une chaconne, op.3 (1903)
- Toccata ,op.6 (1904)
- Sarabande, op.10 (1908)
- Berceuse triste, op.14 (1909)
- Barcarola, op.15 (1910)
- À la Manière de..., op.17, prima serie: Wagner - Fauré - Brahms - Debussy - R. Strauss - Franck (1911)
- À la manière de..., op. 17 bis, seconda serie (in collaborazione con M. Ravel): d’Indy - Ravel (1913)
- Nove pezzi, op.24: In modo funebre - In modo barbaro - In modo elegiaco - In modo burlesco - In modo esotico - In modo di nenia - In modo di minuetto - In modo di tango - In modo rustico (1915)
- Pagine di guerra, quattro film musicali per pianoforte a quattro mani: Nel Belgio: Sfilata di artiglieria pesante tedesca - In Francia: Davanti alle rovine della Cattedrale di Reims - In Russia: Carica di cavalleria cosacca - In Alsazia: Croci di legno (1915 - orchestrato nel 1918)
- Pupazzetti, cinque pezzi facili per pianoforte a quattro mani, op. 27: Marcetta - Berceuse - Serenata - Notturnino - Polka (1916)
- Sonatina, op.28: Allegro con spirito - Minuetto - Finale (1916)
- A notte alta, poema musicale per pianoforte, op.30 (1917)
- Deux contrastes, op. 31: Grazioso (Hommage à Chopin) (1916) - Antigrazioso (1918)
- Inezie, tre pezzi facili per pianoforte, op. 32: Preludio - Serenata - Berceuse (1918)
- Cocktail's dance, op.33bis (1918)
- Undici pezzi infantili, op.35: Preludio - Valse diatonique - Canone - Bolero - Omaggio a Clementi - Siciliana - Giga - Minuetto - Carillon - Berceuse - Galop finale (1920)
- Fox-trot, trascrizione per pianoforte a quattro mani del quinto pezzo dell'op. 34 (1920)
- Due canzoni italiane, op. 47 (elaborazione di canti popolari): Ninna nanna (Sardegna) - Canzone a ballo (Abruzzo). (1928)
- Due ricercari sul nome B-A-C-H, op.52: Funebre - Ostinato (1932)
- Sinfonia, arioso e toccata, op.59 (1936)
- Ricercare sul nome "Guido M. Gatti" (1942)
- Sei studi, op. 70: Sulle terze maggiori - Sulle settime maggiori e minori - Di legato sulle quarte - Sulle note ribattute - Sulle quinte (Omaggio a Chopin n. 2) - Perpetuum mobile (Toccata) (1942-1944)
- Prelude, Valse e Ragtime (Trois piéces pour pianola), incisi presso la Aeolian Company Ltd. di Londra.

### Musica da camera
- Barcarola et scherzo, per flauto e pianoforte, op.4 (1903)
- Sonata, per pianoforte e violoncello, op. 8 - Allegro assai - Adagio - Allegro ma non troppo  (1906)
- Sicilienne et burlesque, per flauto e pianoforte, op. 23 (1914)
- Siciliana e burlesca, per violino, violoncello e pianoforte, op. 23 bis (trascrizione dell’op. 23, 1914) (1917)
- Pupazzetti, cinque musiche per marionette, per nove strumenti, op. 27te (trascrizione dell’op. 27, 1915, con l’aggiunta di 32 battute nel primo pezzo) (1920)
- Cinque pezzi, per due violini, viola e violoncello, op. 34: Preludio - Ninna-nanna - Valse ridicule - Notturno - Fox-trot (1920)
- Scarlattiana per pianoforte e piccola orchestra, op. 44 (1926)
- Sonata in do maggiore, per pianoforte e violoncello, op. 45: Preludio - Bourrée - Largo - Rondò (1926)
- Serenata, per clarinetto, fagotto, tromba, violino e violoncello, op.46 : Marcia - Minuetto - Notturno - Gavotta - Cavatina - Finale. (1927)
- Sonata a tre, per pianoforte, violino e violoncello, op. 62: Introduzione - Allegro ma non troppo - Andante cantabile, quasi adagio - Finale (tempo di giga)  (1938)
- Sonata, per arpa, op.68: Allegro vivace - Sarabanda (grave, solenne) - Finale (tempo di marcia, vivo e festoso) (1943)

### Musica vocale
- Cinq lyriques, per voce e pianoforte, op. 2 (1902-03): Larmes (J. Richepin) - C’était un songe (J. Lorrain) - Temps de neige (A. L. Hettich) - Réverie (F. de Croisset) - Nuageries (J. Richepin)
- La cloche félée, (Ch. Baudelaire) per voce e pianoforte, op. 7 (1903)
- Trois lyriques, per voce e pianoforte, op. 9 (1905): Soleils couchants (P. Verlaine) - Soir paîen (A. Samain) - En ramant (J. Richepin)
- Sonnet (P. de Ronsard), per voce e pianoforte, op. 16 (1910)
- Notte di Maggio (G. Carducci), per voce e orchestra, op. 20 (1913)
- Due canti (G. Carducci), per una voce media e pianoforte, op. 21 (1913): Pianto antico - Il bove
- Deux chansons anciennes, per voce e pianoforte, op. 22 (1913): Golden slumbers kiss your eyes (anonimo del XVII secolo dal francese Réves d’or pour ton sommeil) - Flaiolet (anonimo del XIII secolo)
- L'Adieu à la vie (R. Tagore, traduzione di A. Gide), per mezzosoprano e pianoforte op. 26 (1915) e trascrizione per mezzosoprano e orchestra da camera op. 26 bis (1926): O toi, supréme accomplissement de la vie - Mort, ta servante est à ma porte - A cette heure du départ - Dans une salutation supréme
- Tre canzoni trecentesche, per voce e pianoforte, op. 36 (1923): Giovane bella, luce del mio core (Cino da Pistoia) - Fuor della bella gaiba (anonimo) - Amante sono, vaghiccia, di voi (anonimo).
- La sera fiesolana (G. D'Annunzio), per voce e pianoforte, op. 37 (1923)
- Quattro favole romanesche (Trilussa), per voce e pianoforte, op. 38: Er coccodrillo - La carità - Er gatto e er cane - L’elezzione der presidente. (1923)
- Due liriche (Raissa Olkienizkaia Naldi), op. 39: Voluttà - La danza. (1923)
- Tre vocalizzi, per voce e pianoforte (1929)
- Ninna, ninna, corbellinna (armonizzazione di un canto popolare genovese), per voce e pianoforte (1934)
- Canto e ballo sardo, per coro e orchestra da camera (1937)
- Tre canti sacri, per baritono e organo, op. 67 e trascrizione per baritono e orchestra, op. 67bis: Ecce odor filii mel (Gen. XXVII, 27-28) - Respice, Domine, familiam tuam (dalla Liturgia della Quaresima) - Ecce Deus Salvator meus (Is., 12, I, 2-6).
- Missa Solemnis "Pro Pace", per soprano, baritono, coro e orchestra op. 71 (1944)

## Scritti di Casella
- Alfredo Casella, L'evoluzione della musica a traverso la storia della cadenza perfetta (edizione trilingue, in italiano, francese e inglese), Chester, Londra, 1923.
- Alfredo Casella, 21 + 26, Fondazione Giorgio Cini - Studi di musica veneta. Archivio Alfredo Casella, 1, Olschki, Firenze, 2001 [1931]
- Alfredo Casella, Il Pianoforte, 3ª ed., Milano, Ricordi, 1954 [1937]
- Alfredo Casella, I segreti della giara, nuova edizione a cura di Cesare De Marchi, postfazione di Giovanni Gavazzeni, Milano, il Saggiatore 2016 [1941]
- Alfredo Casella, Giovanni Sebastiano Bach, Edizioni Arione, Torino,1942
- Alfredo Casella, Strawinski, nuova edizione a cura di Benedetta Saglietti e Giangiorgio Satragni, prefazione di Quirino Principe, Roma, Castelvecchi, 2016 [1947]
- Alfredo Casella, Beethoven intimo. Una vita del Maestro attraverso il suo epistolario, Sansoni, Firenze, 1949
- Alfredo Casella, Virgilio Mortari, La tecnica dell'orchestra contemporanea, Ricordi, Milano, 1950.
- Alfredo Casella, La musica al tempo dell'aereo e della radio. Cronache musicali 1925-46, a cura di Francesco Lombardi, Torino, EDT/CIDIM 2014

## Il collezionista d'arte
Alfredo Casella è stato anche un appassionato collezionista d'arte, soprattutto - ma non solo - di quella corrente del ritorno all'ordine che ha caratterizzato la pittura italiana della prima metà del Novecento. 
Subito dopo la fine della prima guerra mondiale, pur non disponendo di grandi risorse economiche, grazie al suo carisma e al contatto diretto con gli artisti, Casella riuscì a comporre una pregevole e ampia collezione di opere dei principali pittori suoi contemporanei quali de Chirico, Carrà, Casorati, Donghi, Morandi, De Pisis, Depero, Balla, Prampolini, Spadini, Francalancia, Mafai, Ferrazzi.
Interessante ricordare questo aneddoto. Un amico di Casella, quando questo era ancora giovane, gli propose di comprare a poco prezzo dei quadri di un suo amico, ma rifiutó l'offerta. Questo in realtà sarebbe diventato Pablo Picasso ed i suoi quadri sarebbero valsi mille volte di più!

## Riconoscimenti
Ad Alfredo Casella sono intitolati il conservatorio fondato nel 1967 a L'Aquila e l'Istituto Musicale di Novi Ligure (AL).